# شادي رياض
شادي رياض أدنانو (مواليد 17 يونيو 2003) هو لاعب كرة قدم مغربي يلعب في مركز قلب دفاع ووسط ميدان مع نادي كريستال بالاس في الدوري الإنجليزي الممتاز.

## مسيرته
ولد رياض في ميورقة الواقعة ضمن جزر البليار لأبوين مغربيين.
مثّل نادي أتلتيكو رافال، وريال مايوركا، وسي دي سان فرانسيسكو، قبل الموافقة على صفقة مدتها ثلاث سنوات مع نادي برشلونة في شباط/فبراير 2019، اعتبارًا من تموز/يوليو. في عام 2020، انتقل إلى نادي ساباديل على سبيل الإعارة لمدة عام واحد، حيث وقّع لنادي برشلونة للشباب.
ظهر رياض لأول مرة مع فريقه في 16 كانون الأول/ديسمبر 2020، حيث بدأ بالفوز 2-0 خارج ملعبه على ديبورتيفو إيبيزا إيسلاس بيتيوساس في كأس الملك لموسم 2020-21. بدأ ظهوره الأول في دوري الدرجة الثانية في 11 يناير 2021، حيث جاء كبديل متأخر عن أليكس كوش في المباراة التي انتهت بالتعادل 1-1 ضد نادي لوغو.

## الإنجازات
برشلونة
- الدوري الإسباني: 2022–23[6]

 كريستال بالاس
- كأس الاتحاد الإنجليزي: 2024–25[7]

المغرب
- كأس الأمم الإفريقية تحت 23 :
  -  البطل : 2023

## روابط خارجية
- شادي رياض على موقع الاتحاد الأوربي (الإنجليزية)
- شادي رياض على موقع قاعدة بيانات كرة القدم.إي يو (الإنجليزية)
- شادي رياض على موقع ليكيب (الفرنسية)
- شادي رياض على موقع Soccerway.com (الإنجليزية)
- شادي رياض على موقع عالم كرة القدم.نت (الإنجليزية)
- شادي رياض على موقع AS.com (الإسبانية)